# 卡爾·安德森 (摔角手)
查德·艾雷葛拉（英語：Chad Allegra，1980年1月20日—）是出生於美國北卡羅來納州的職業摔角手，以卡爾·安德森（Karl Anderson）作為個人主要擂台名稱。
他過去有在新日本職業摔角裡拿下過四次雙打冠軍，並寫下過新日本雙打冠軍的最長持有記錄。他也是摔角反派團體子彈俱樂部的創始成員之一，且擔任過該團體的第二任領導者。

## 經歷

### 早年時期
在學生時代查德主要投入的運動是棒球，等到搬家至辛辛那提時他開始接觸摔角界，並在萊斯·蔡徹下接受短期摔角訓練。在萊斯·蔡徹的訓練期間，查德曾於2000年意外遭到另一名訓練生德瑞克·涅科克所傷引發腦震盪，而休養了將近一年。
後續查德有在羅傑·盧芬（Roger Ruffen）以及北方摔角聯盟（Northern Wrestling Federation、NWF）下接收更長期的教導。

### NWF時期
查德首次正式露面是2002年5月期間的NWF賽事上，之後曾有和克里斯·哈里斯、鯊魚小子，以及傑利·勞勒等人對戰過。
2005年夏季NWF有和中心區域摔角協會（Heartland Wrestling Association、HWA）交流對戰，查德當時是以NWF冠軍身份對上HWA冠軍選手寇帝·霍克（Cody Hawk）。

### NWA時期
2005年10月查德在全國摔角同盟（National Wrestling Alliance、NWA）的賽事上露面時，受到當時新日本職業摔角洛杉磯道場分館人員戴夫·馬奎茲（Dave Marquez）的注意。在2006年1月1日防衛NWF冠軍腰帶的比賽失利後，查德接收到戴夫·馬奎茲的邀約前往洛杉磯道場受訓，並在美國西岸當地摔角圈登場。此期間查德在擂台上身份被重新包裝成是摔角團體安德森家族的成員，除了開始採用「卡爾·安德森」的擂台名稱之外，也開始以「機關槍」作為個人外號。
在NWA闖蕩時期，安德森有與喬伊·萊恩合組雙打團隊，之後有將團隊名稱改成「真美國英雄」（Real American Heroes）。他們的組合曾奪下過NWA雙打冠軍，並且有多次腰帶防衛成功記錄。

### PWG時期
2007年起安德森開始有在職業游擊戰摔角（Pro Wrestling Guerrilla、PWG）上露面，之後2008年2月期間他參加了PWG的世界冠軍錦標賽，最後是於決賽裡失利。
安德森在休養了約11個月時間後，於2009年2月21日再次復出，並在當年8月與老搭檔喬伊·萊恩合作，對上當時的PWG雙打冠軍揚·巴克斯兄弟，但最後未能挑戰腰帶成功。
2009年9月4日安德森登場了他在PWG的最後一場賽事，結果是輸給了對手羅德瑞克·史壯。

### 新日本時期

#### Bad Intentions
安德森首次在新日本職業摔角的登場是在2008年3月23日裡，當時他取代了永田裕志來與金本浩二舉行單打賽。最後安德森雖輸了那場比賽，但他的演出讓新日本願意向他簽下一年合約。
加入新日本的安德森，最初是加入當時由天山廣吉率領的「最兇惡偉大反派」（Great Bash Heel、GBH）團體，之後改跳脫到中邑真輔所領軍的「Chaos」裡，與裡頭成員之一巨人伯納德合組名為「Bad Intentions」的雙打組合，並在2009年《G1雙打錦標賽》上成為積分最多的獲勝團隊。
2010年4月4日上演了Chaos將Bad Intentions給驅逐的戲碼，離開了Chaos後的Bad Intentions則在當年6月19日所舉行《Dominion 6.19》大賽上拿下IWGP雙打冠軍。Bad Intentions隨後展開了長期的腰帶防衛成功戰績，其中在2011年6月18日於《Dominion 6.18》上擊敗來自Noah職業摔角聯盟的佐野巧真與高山善廣雙打組合外，還一併奪下對方所持有的GHC雙打冠軍腰帶。到了2011年9月9日Bad Intentions的IWGP雙打腰帶防衛成功已長達446天，達到之前蝶野正洋與天山廣吉的雙打組合「蝶天」所保持記錄。
2012年1月4日《Wrestle Kingdom VI》上Bad Intentions腰帶防衛失敗，將IWGP雙打冠軍腰帶易手給天山廣吉與小島聰團隊「Tencozy」，結束了長達564天，在此之前最長的持有IWGP雙打腰帶時間。Bad Intentions之前所奪下的Noah聯盟GHC雙打冠軍腰帶，則在當月22日輸給了Noah所屬選手齋藤彰俊與秋山準。而Bad Intentions的GHC雙打腰帶持有時間則長達218天。
輸掉兩項雙打腰帶沒多久後，巨人伯納德在3月改以「天災大帝」（Lord Tensai）的身份回歸WWE聯盟，結束與安德森多年的合作。
單飛後的安德森有在當年夏季《G1 Climax》循環賽上打出5勝3敗的成績，最後是在總決賽上輸給了岡田和睦。

#### 子彈俱樂部

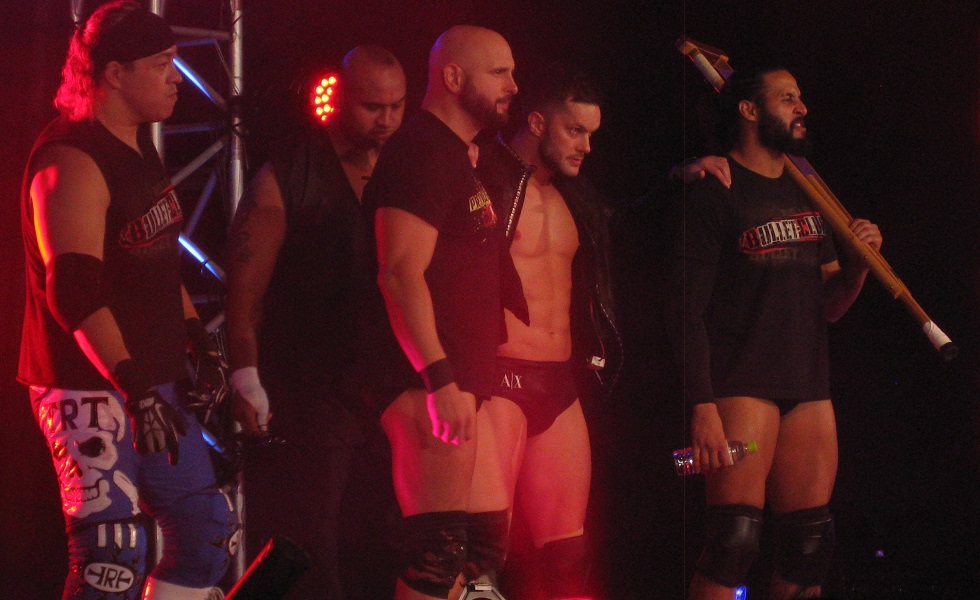
與子彈俱樂部成員們入場的安德森（中）。

2013年5月3日的《Wrestling Dontaku 2013》大賽上，安德森輸了與棚橋弘至的一對一單打賽，但賽後另幾名外籍選手戴比特王子、厄運費瑞，以及原先在旁觀看比賽的塔瑪·東加闖入了擂台與安德森一同圍攻棚橋弘至。隨後他們在節目上宣佈成立了以戴比特王子為首的反派團體「子彈俱樂部」。
當年10月期間，安德森將目標瞄準去年在《G1 Climax》所輸給的對手——岡田和睦身上的IWGP冠軍腰帶。之後於11月9日《Power Struggle》的IWGP冠軍腰帶爭奪戰裡，安德森最後仍未戰勝岡田和睦，不過在11日裡子彈俱樂部引進了新成員蓋洛斯，安德森與蓋洛斯的雙打組合在23日《世界雙打錦標賽》上，成為了最後優勝的隊伍。
2014年1月4日《Wrestle Kingdom 8》上，安德森與蓋洛斯擊敗了史密斯 Jr.和蘭斯·亞瑟的組合，奪下IWGP雙打冠軍。在4月6日《Invasion Attack 2014》的大賽裡安德森有成功守下雙打冠軍腰戴，但賽程結束後戴比特王子宣佈將離開新日本，讓安德森成為子彈俱樂部的新領導者。隔週安德森有參與新日本在台灣的海外巡迴表演賽，當時他與蓋洛斯擊敗了後藤洋央紀與特別打扮成「台灣隊長」造型的平澤光秀，繼續保有雙打冠軍。
9月23日安德森再次輸給岡田和睦，失去IWGP冠軍腰帶的挑戰資格。到了年底《G1雙打錦標賽》裡，他與蓋洛斯這回在打入總決賽裡輸給後藤洋央紀與柴田勝賴。到了2015年1月4日《Wrestle Kingdom 9》雙打冠軍防衛賽上，他們同樣輸給後藤洋央紀與柴田勝頼，將持有剛好滿一年的雙打腰帶易手。當年夏季安德森再次加入《G1 Climax》的巡迴賽，此回他在積分方面以2分之差輸給了中邑真輔與岡田和睦。
2016年1月4日《Wrestle Kingdom 10》裡安德森與蓋洛斯輸掉他們第3次得到的雙打冠軍後，隔天開始有消息傳出他與蓋洛斯即將離開新日本前往WWE發展。安德森與蓋洛斯在2月20日《Honor Rising: Japan 2016》大賽裡出席了他們在新日本的最後一次比賽，當時他們與子彈俱樂部另兩名成員厄運費瑞以及塔瑪·東加，一同聯手對戰後藤洋央紀、柴田勝頼、巴比·費許，以及凱勒·歐萊禮等四人。雖然安德森那一方最後輸了比賽，但賽後費勒與東加有向他與蓋洛斯祝福，他與蓋洛斯最後也有以叩頭方式向觀眾致謝。

### WWE時期

#### 與A·J的重組

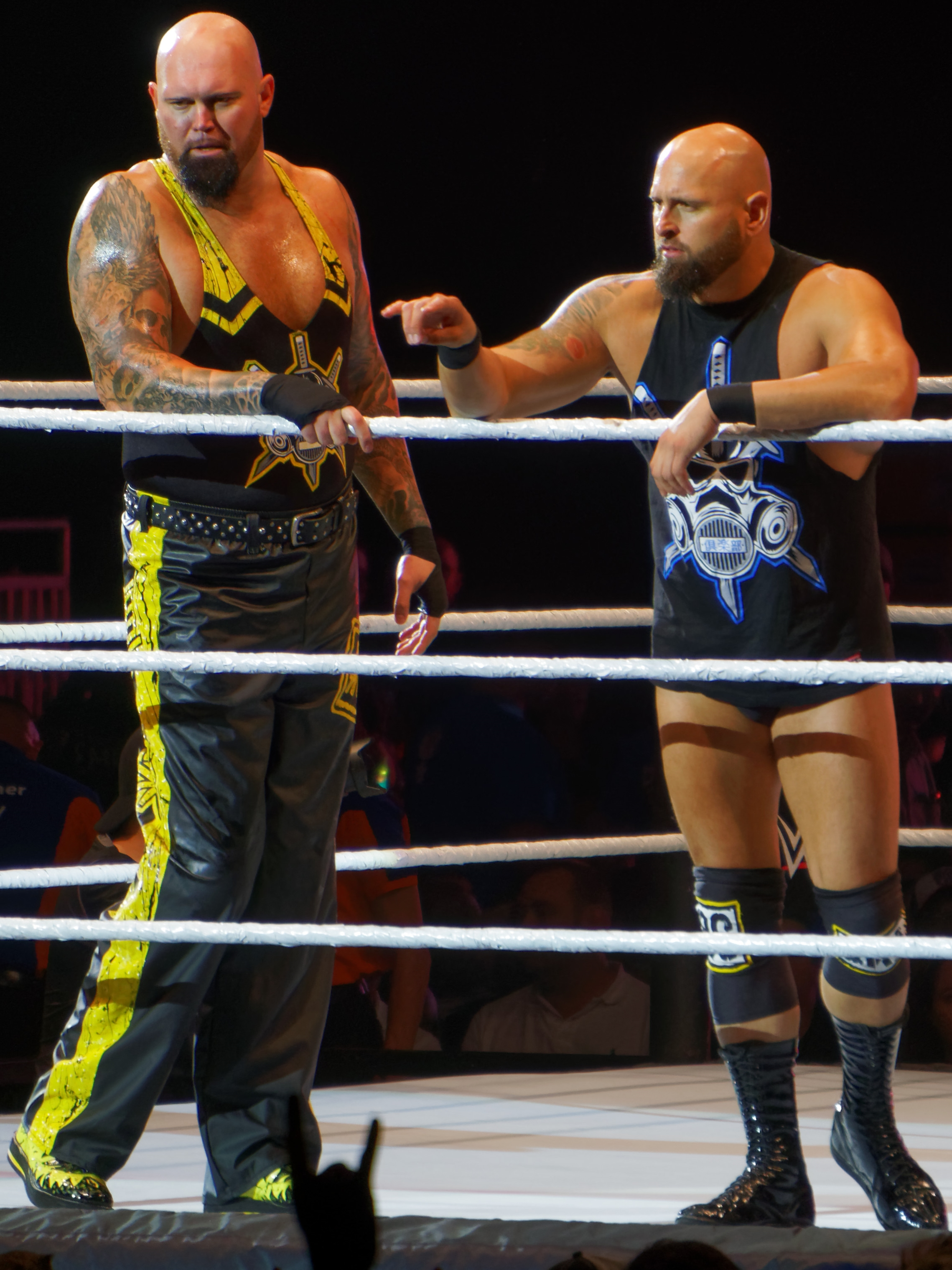
路克·蓋洛斯（左）是安德森從新日本到WWE裡長期合作的夥伴。

2016年4月11日安德森與蓋洛斯在WWE的《RAW》節目上，以亂入的方式登場攻擊了烏索兄弟。隔週過去曾與安德森一同於子彈俱樂部合作的A·J·史泰爾斯在和羅曼·瑞恩斯互相在擂台上對峙後，安德森與蓋洛斯同樣採用亂入的方式闖進會場攻擊了羅曼。之後安德森、蓋洛斯，與A·J三人則宣佈成立了名為「俱樂部」（The Club）的組合團體。
安德森在俱樂部成立後在節目上被分配到的定位，主要是與蓋洛斯合作協助A·J與羅曼·瑞恩斯之間的對抗，以搶下對方當時持有的WWE世界冠軍腰帶。之後因無法奪得羅曼身上腰帶的緣故，出現了A·J想離開俱樂部的劇情線。到了5月30日另一名WWE選手約翰·希南久違重返到節目上時，A·J與安德森及蓋洛斯再次攜手合作一同攻擊希南，也開始呈現安德森與蓋洛斯協助A·J向希南對戰的情節。
之後在夏季期間裡，WWE規劃出讓旗下選手分別各在《RAW》與《SmackDown》兩邊節目登場的方案，當時因安德森與蓋洛斯被分配到《RAW》，A·J被調到《SmackDown》裡情況，讓俱樂部的劇情線暫此結束。
俱樂部的劇情結束後，安德森與蓋洛斯將目標放在The New Day持有的雙打冠軍上，在8月21日《夏日衝擊》大賽上他們雖然擊敗了The New Day，但因為是以取消資格方式獲勝，故沒有成功奪下對方的腰帶。到了11月20日的安德森與蓋洛斯有被列為代表《RAW》一方的雙打隊伍之一，與來自《SmackDown》節目的其他雙打組合在《強者生存》展開一場十對十的對抗大戰，最後安德森隸屬的《RAW》有拿下勝利。
2017年1月29日安德森與蓋洛斯在《皇家大戰》上擊敗了席莫斯與希薩羅的組合，拿下他們第一次在WWE的雙打冠軍。不過他們在4月2日第33屆《摔角狂熱》的四組雙打團體攻防戰上落敗，把腰帶易手給哈迪兄弟。

#### 與芬恩的重組
2018年1月1日安德森與蓋洛斯成為了芬恩·貝勒的合作夥伴，對方即為過去子彈俱樂部的創始成員「戴比特王子」，並且有在重聚的首次出賽裡獲得勝利。安德森隨後與蓋洛斯在1月28日的《皇家大戰》向The Revival挑戰雙打冠軍腰帶，但未能勝出。之後安德森參加了4月8日《摔角狂熱》上的安德烈巨人紀念盃多人混戰，也未能取得最後優勝。
4月17日WWE的年度選手分配裡，安德森與蓋洛斯被轉調到《Smakcdown》節目裡，結束了和芬恩約3個月時間的重聚。

#### Smakcdown
來到《Smackdown》後，安德森與蓋洛斯有在5月22日節目裡擊敗了烏索兄弟，取得於6月17日《公事包大戰》裡，向盧克·哈波爾和埃爾伊克·洛望的組合「棒槌兄弟」（The Bludgeon Brothers）挑戰雙打冠軍的資格。但在《公事包大戰》裡安德森與蓋洛斯未能戰勝棒槌兄弟，隨後在19日的《Smackdown》向棒槌兄弟的二次挑戰也未能成功。

## 擂台資料

### 個人招式

#### 終結技
- 電擊槍（Gun Stun）

為摔角裡的「切擊」（Cutter）類型技巧，是站在背對著對手正面的位置後，兩手緊扣住對手頸部來使勁拉向地面痛砸的招式。
- 火箭彈踢擊（Rocket Kick）

以衝刺的力道跳躍起來後，來朝向對手頭部攻擊的踢擊。
- 毀滅之踢（Boot of Doom）

與蓋洛斯合作使出的招式。先讓蓋洛斯將對手扛在肩上後，再以火箭彈踢擊來攻擊對手頭部。
- 魔幻殺手（Magic Killer）

與蓋洛斯合作使出的招式。先和蓋洛斯分別抓住對手上下半身來舉到半空後，把對手甩向一旁的地面重摔。

#### 其它代表招式
- 迴旋背脊轟炸（Spinning Spinebuster）
- 垂直落下式（Brainbuster）
- 死亡谷炸彈摔（Death Valley Bomb）
- 頸部粉碎技（Neckbreaker）
- 千噸落下撞擊（Senton）
- 逆蝦型固定（Boston Crab）
- 跳躍小腿踢擊（Calf Kick）

- 對中邑真輔（左）施展終結技電擊槍。
- 與路克·蓋洛斯一同向真壁刀義（日语：真壁刀義）（中）施展合體終結技魔幻殺手。
- 給予法蘭奇·卡薩里安（英语：Frankie Kazarian）一記逆蝦型固定。

### 冠軍頭銜
NWA聯盟
- NWA雙打冠軍腰帶1次
- NWA中心區域冠軍腰帶1次
- NWA大英國協冠軍腰帶1次

新日本職業摔角
- IWGP雙打冠軍腰帶4次
- G1雙打錦標賽優勝隊伍3次
- NEVER無差別級冠軍腰帶1次

Noah摔角聯盟
- GHC雙打冠軍腰帶1次

WWE聯盟
- WWE雙打冠軍1次

### 評比
- 摔角電子報《Wrestling Observer Newsletter》評比2011年度最佳雙打組合（與巨人伯納德（英语：Matt Bloom））[39]
- 摔角雜誌《Pro Wrestling Illustrated》評比2012年度前500大選手第64名[40]

## 外部連結
- 卡爾·安德森在WWE官方網站的介紹（页面存档备份，存于）（英文）
- 卡爾·安德森的X（前Twitter）（英文）
- 卡爾·安德森的Facebook專頁（英文）
- 卡爾·安德森的Instagram帳戶（英文）